# Movin' on Without You
Movin' on Without You è un brano musicale della cantante giapponese Utada Hikaru, pubblicato come suo secondo singolo in lingua giapponese il 17 febbraio 1999. Il singolo ha venduto 1 227 000 copie arrivando alla quinta posizione della classifica Oricon nella versione "8 cm" ed alla prima nella versione "12 cm". In Giappone il brano è stato utilizzato nella campagna pubblicitaria televisiva della Nissan Terrano.

## Tracce
Versione 8 cm
1. Movin' on Without you - 4:38
2. B&C - 4:20
3. Movin' on Without You (Original Karaoke) - 4:41

Versione 12 cm
1. Movin' on Without You - 4:38
2. B&C - 4:20
3. Movin' on Without You (Tribal Mix) - 4:46

## Classifiche
| Classifica (1999) | Posizione più alta | Versione |
| ----------------- | ------------------ | -------- |
| Oricon            | 1                  | 12 cm    |
| Oricon            | 5                  | 8 cm     |